# Jean-Jacques Vierne
Jean-Jacques Vierne (Courbevoie, 31 de enero de 1921 - 18 de junio de 2003) fue un director de cine francés. Fue padre del arquitecto Bruno Fortier.

## Filmografía

### Director
- 1961 : Tintín y el misterio del Toisón de Oro
- 1961 : La fiesta española
- 1962 : Rue du Havre
- 1966 : À nous deux Paris !
- 1983 : El misterio del cuarto amarillo (serie TV)

### Asistente de dirección
- 1951 : Un gran jefe, de Yves Ciampi.
- 1953 : El curandero, de Yves Ciampi.
- 1954 : Rififí, de Jules Dassin.
- 1957 : Tifón sobre Nagasaki, de Yves Ciampi.